# Solvay Mountains
Die Solvay Mountains (französisch Monts Solvay) sind ein über 1500 m hohes Gebirge, das sich in ostnordöstlich-westsüdwestlicher Ausdehnung im Süden der Brabant-Insel im Palmer-Archipel erstreckt.
Entdeckt wurde es bei der Belgica-Expedition (1897–1899) unter der Leitung des belgischen Polarforschers Adrien de Gerlache de Gomery. Benannt ist es nach dem belgischen Unternehmer und Philanthropen Ernest Solvay (1838–1922), einem Sponsor der Expedition. Ursprünglich war die Benennung der gesamten Ostküste der Insel vorbehalten, wurde jedoch später auf das südlich gelegene Gebirge begrenzt, da weiter nördlich keine definierte Gebirgskette vorhanden ist.